# Pardubická juniorka

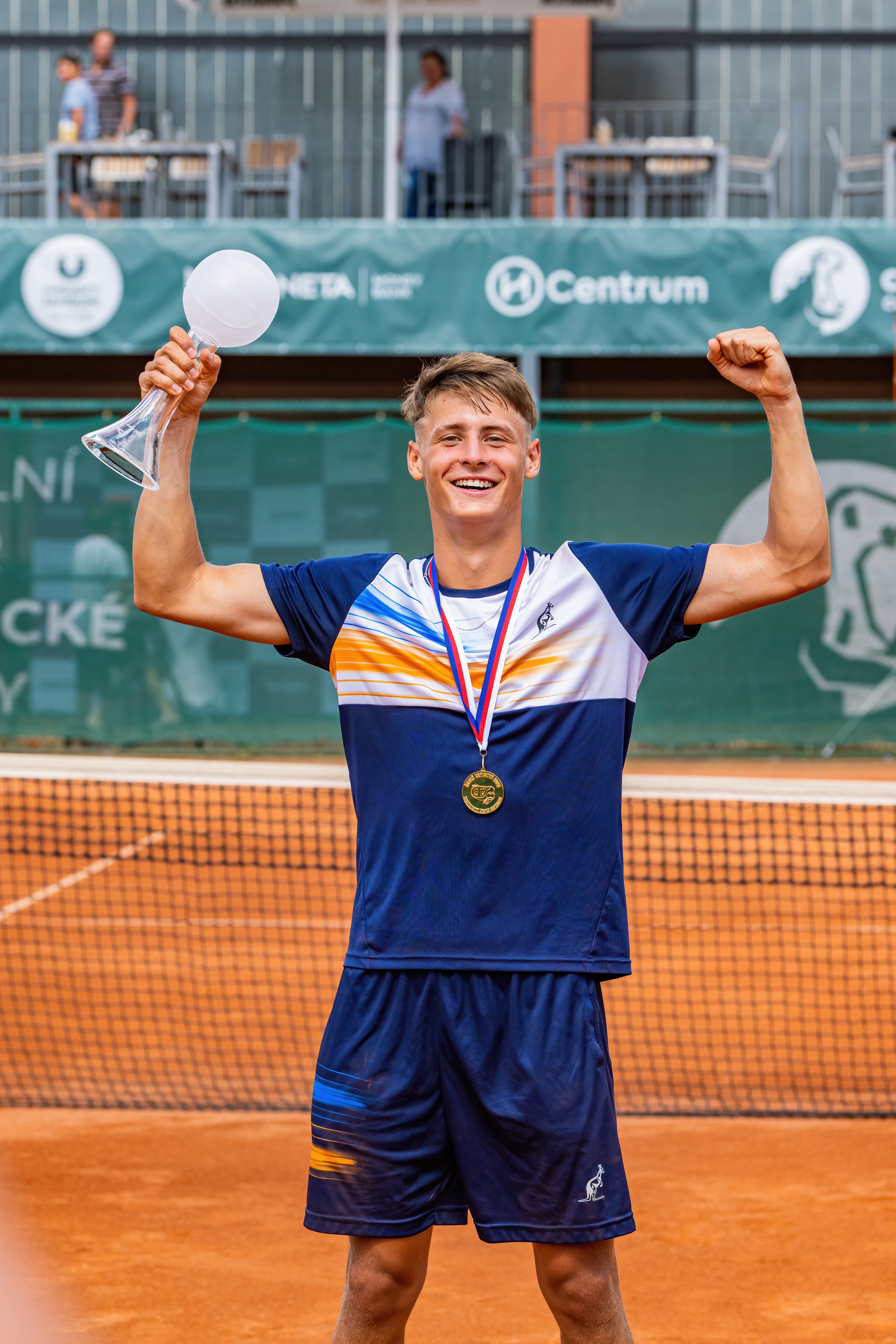
Hynek Bartoň, vítěz Pardubické juniorky 2022

Mistrovství České republiky staršího dorostu v tenise, neoficiálně Pardubická juniorka (dříve také Dorostenecké mistrovství ČSSR v tenise), je tenisový juniorský turnaj, který je ve východočeských Pardubicích pořádán každoročně již od roku 1926 (neoficiálně již od roku 1924) na kurtech klubu LTC Pardubice v polovině měsíce srpna.
Jde o českou obdobu juniorského turnaje, prestižního Orange Bowlu, který se každoročně hraje na Floridě.
Mezi vítězi se nachází řada pozdějších grandslamových šampiónů a také dvě singlové světové jedničky – ženská Martina Navrátilová (1972) a mužská Ivan Lendl (1976). Turnajový triumf si připsal také Miloslav Mečíř, olympijský vítěz mužské dvouhry z Letních olympijských her 1988 v Soulu.
Pardubickou juniorku ovládli i tři ze čtyř wimbledonských vítězů ve dvouhře, kteří se narodili na českém území – Jan Kodeš, Jana Novotná a Petra Kvitová, jakož i dva poražení wimbledonští finalisté Ivan Lendl a Hana Mandlíková. Jaroslav Drobný v All England Clubu zvítězil již jako občan Egypta. Martina Navrátilová získala všechny singlové tituly jako hráčka Spojených států.

## Významní vítězové turnaje
| - 1925 Roderich Menzel - 1937 Jaroslav Drobný - 1941 Vladimír Zábrodský - 1948 Jiří Javorský - 1956 Jozef Golonka (hokejista) - 1964 Jan Kodeš - 1968 Jiří Hřebec - 1972 Tomáš Šmíd - 1973 Pavel Složil - 1974 Stanislav Birner - 1976 Ivan Lendl - 1979 Libor Pimek - 1980 Miloslav Mečíř - 1982 Marián Vajda - 1984 Petr Korda - 1988 Ctislav Doseděl - 1992 Bohdan Ulihrach - 1993 Tomáš Zíb - 1994 David Škoch - 1996 Petr Kralert - 1997 Michal Tabara - 2000 Ivo Minář - 2001 Tomáš Berdych - 2008 Jan Šátral - 2009 Jiří Veselý - 2011 Adam Pavlásek - 2018 Jiří Lehečka - 2019 Jonáš Forejtek | - 1960 Vlasta Kodešová, provdaná Vopičková - 1970 Renáta Tomanová - 1972 Martina Navrátilová - 1977 Hana Mandlíková - 1976 Marcela Skuherská - 1978 Iva Budařová - 1984 Jana Novotná - 1985 Regina Rajchrtová, provdaná Kordová - 1986 Leona Lásková - 1987 Jana Pospíšilová, provdaná Rychlá - 1988 Eva Švíglerová - 1989 Andrea Strnadová - 1990 Radka Bobková - 1998 Dája Bedáňová - 1999 Andrea Hlaváčková - 2000 Iveta Benešová, provdaná Melzerová - 2001 Eva Birnerová - 2002 Lucie Hradecká - 2003 Kateřina Böhmová - 2006 Petra Kvitová - 2009 Martina Borecká - 2010 Tereza Smitková - 2012 Barbora Krejčíková - 2014 Karolína Muchová - 2019 Linda Fruhvirtová - 2020 Sára Bejlek - 2021 Linda Nosková |

## Přehled vítězů
| Rok  | Chlapci                  | Dívky                                    |
| ---- | ------------------------ | ---------------------------------------- |
| 1924 | J. Racek                 | Jarmila Červenková, později JUDr.Křížová |
| 1925 | Roderich Menzel          | Jarmila Červenková                       |
| 1926 | Vladimír Zaorálek        | Jarmila Červenková                       |
| 1927 | Jan Cingroš              | Jarmila Červenková                       |
| 1928 | Josef Síba               | Pesslová                                 |
| 1929 | Karel Pachovský          | Lola Merhautová                          |
| 1930 | Josef Caska              | E. Fantová                               |
| 1931 | Ivan Krásný              | Emma Čepková, provdaná Outratová         |
| 1932 | F. Wachtl                | Zdeňka Drtinová                          |
| 1933 | Svatopluk Černoch        | M. Stoupová                              |
| 1934 | J. Kosek                 | M. Kovaluzoková                          |
| 1935 | Willy Stingl             | J. Klennerová                            |
| 1936 | František Cejnar         | Hana Stutzová, provdaná Schillerová      |
| 1937 | Jaroslav Drobný          | Helena Straubeová, provdaná Matouš       |
| 1938 | Bohuslav Hykš mladší     | Eva Poráková                             |
| 1939 | Jan Smolinský            | Bohumila Bertlová, provdaná Šolcová      |
| 1940 | O. Vondra                | Zdena Bloudková                          |
| 1941 | Vladimír Zábrodský       | Z. Parmová                               |
| 1942 | František Sixta          | A. Všetečková                            |
| 1943 | Milan Matouš             | V. Krouželková                           |
| 1944 | Oldřich Kunsfeld         | V. Zdvihalová                            |
| 1945 | Jan Svoboda              | Sylva Vávrová                            |
| 1946 | Jiří Parma               | J. Laudinová                             |
| 1947 | Jaromír Bečka            | Olga Mišková, provdaná Gazdíková         |
| 1948 | Jiří Javorský            | M. Bárková                               |
| 1949 | Jiří Valta               | Zdena Czechmanová, provdaná Machová      |
| 1950 | V. Krch                  | Jiřina Elgrová                           |
| 1951 | Milan Široký             | Věra Suchánková, později Hamplová        |
| 1952 | Milan Široký             | Jana Dvořáčková                          |
| 1953 | Jiří Dobeš               | Jana Dvořáčková                          |
| 1954 | Ladislav Meruňka         | Anna Štětinová                           |
| 1955 | Jiří Zeman               | Jitka Horčičková, provdaná Volavková     |
| 1956 | Jozef Golonka, hokejista | A. Plechatová                            |
| 1957 | Jaroslav Jelínek         | J. Slámová                               |
| 1958 | Petr Štrobl              | J. Michlová                              |
| 1959 | Adolf Kacovský           | Z. Koudelková                            |
| 1960 | Cyril Suk starší         | Vlasta Kodešová, provdaná Vopičková      |
| 1961 | S. Lukáč                 | M. Prochová                              |
| 1962 | Milan Vopička            | Alena Palmeová                           |
| 1963 | Štěpán Koudelka          | Jana Šonská, provdaná Pikorová           |
| 1964 | Jan Kodeš                | Milena Startlová                         |
| 1965 | Pavel Huťka              | J. Kunsfeldová                           |
| 1966 | Tibor Macko              | Kurzová                                  |
| 1967 | Jan Písecký              | Miloslava Holubová                       |
| 1968 | Jiří Hřebec              | D. Nosková                               |
| 1969 | Radovan Čížek            | Miroslava Koželuhová, provdaná Bendlová  |
| 1970 | Ivan Jankovský           | Renáta Tomanová                          |
| 1971 | T. Vrba                  | V. Kozárová                              |
| 1972 | Tomáš Šmíd               | Martina Navrátilová                      |
| 1973 | Pavel Složil             | Regina Maršíková                         |
| 1974 | Stanislav Birner         | Yvona Brzáková                           |
| 1975 | Dušan Kulhaj             | Hana Strachoňová                         |
| 1976 | Ivan Lendl               | Kateřina Skronská                        |
| 1977 | Dušan Pohl               | Hana Mandlíková                          |
| 1978 | Eduard Jahl              | Iva Budařová                             |
| 1979 | Libor Pimek              | Marcela Skuherská                        |
| 1980 | Miloslav Mečíř           | Michaela Pazderová                       |
| 1981 | Rostislav Piskáček       | I. Bendová                               |
| 1982 | Marián Vajda             | I. Petrů                                 |
| 1983 | Tomáš Fořt               | Olga Votavová                            |
| 1984 | Petr Korda               | Jana Novotná                             |
| 1985 | Martin Střelba           | Regina Rajchrtová, provdaná Kordová      |
| 1986 | Libor Davídek            | Leona Lásková                            |
| 1987 | Tomáš Zdražila           | Jana Pospíšilová, provdaná Rychlá        |
| 1988 | Ctislav Doseděl          | Eva Švíglerová                           |
| 1989 | Jan Kodeš mladší         | Andrea Strnadová                         |
| 1990 | Radomír Vašek            | Radka Bobková                            |
| 1991 | Lukáš Thomas             | Kateřina Kroupová                        |
| 1992 | Bohdan Ulihrach          | Eva Krejčová                             |
| 1993 | Tomáš Zíb                | Eva Martincová                           |
| 1994 | David Škoch              | Lenka Němečková                          |
| 1995 | Jiří Vaněk               | Jana Mačurová                            |
| 1996 | Petr Kralert             | Jana Ondrouchová                         |
| 1997 | Michal Tabara            | Jitka Schönfeldová                       |
| 1998 | Ladislav Chramosta       | Dája Bedáňová                            |
| 1999 | Tomáš Cakl               | Andrea Hlaváčková                        |
| 2000 | Ivo Minář                | Iveta Benešová                           |
| 2001 | Tomáš Berdych            | Eva Birnerová                            |
| 2002 | Daniel Lustig            | Lucie Hradecká                           |
| 2003 | Lukáš Maršoun            | Kateřina Böhmová                         |
| 2004 | Jan Marek                | Gabriela Bergmanová                      |
| 2005 | Martin Kameník           | Kateřina Vaňková                         |
| 2006 | Jiří Košler              | Petra Kvitová                            |
| 2007 | Jan Blecha               | Tereza Malíková                          |
| 2008 | Jan Šátral               | Klára Kopřivová                          |
| 2009 | Jiří Veselý              | Martina Borecká                          |
| 2010 | Lukáš Vrňák              | Tereza Smitková                          |
| 2011 | Adam Pavlásek            | Jesika Malečková                         |
| 2012 | Václav Šafránek          | Barbora Krejčíková                       |
| 2013 | Jakub Filipský           | Gabriela Pantůčková                      |
| 2014 | Zdeněk Kolář             | Karolína Muchová                         |
| 2015 | Daniel Orlita            | Sabina Machalová                         |
| 2016 | Michael Vrbenský         | Michaela Bayerlová                       |
| 2017 | Marek Dubský             | Johana Marková                           |
| 2018 | Jiří Lehečka             | Darja Viďmanová                          |
| 2019 | Jonáš Forejtek           | Linda Fruhvirtová                        |
| 2020 | Martin Krumich           | Sára Bejlek                              |
| 2021 | Daniel Siniakov          | Linda Nosková                            |
| 2022 | Hynek Bartoň             | Tereza Valentová                         |
| 2023 | Jakub Filip              | Kristýna Tomajková                       |
| 2024 | Jan Kumstát              | Eliška Ticháčková                        |
| 2025 | Radek Chodora            | Julie Paštiková                          |

## Citát
| „                                                                | Doufám, že se mi podaří prosadit ve světě, jako tomu bylo u většiny vítězů Juniorky | “ |
| — Petra Kvitová (TJ Fulnek) po triumfu ve dvouhře i čtyřhře 2006 |                                                                                     |   |